# أنطونيو سلفادور
أنطونيو سلفادور (بالبرتغالية: António Salvador‏) هو منافس ألعاب قوى برتغالي، ولد في 21 يونيو 1966.

## وصلات خارجية
- أنطونيو سلفادور على موقع الاتحاد الدولي لألعاب القوى (الإنجليزية)
- أنطونيو سلفادور على موقع الاتحاد الأوروبي لألعاب القوى (الإنجليزية)
- أنطونيو سلفادور على موقع رابطة إحصائيات سباق الطريق (الإنجليزية)